# قشلاق أغداش نصير (مقاطعة بيله سوار)
قشلاق أغداش نصیر (بالفارسية: قشلاق اغداش نصیر) هي منطقة سكنية تقع في إيران في أردبيل. يقدر عدد سكانها بـ 30 نسمة .